# Fjällberg
Fjällberg is een plaats in de gemeente Munkedal in het landschap Bohuslän en de provincie Västra Götalands län in Zweden. De plaats heeft 69 inwoners (2005) en een oppervlakte van 20 hectare.